# Геганист (Араратская область)
Геганист (арм. Գեղանիստ) — село в Араратской области Армении. Основано в 1831 году.

## География
Село расположено в северо-западной части марза, на правом берегу реки Раздан, на расстоянии 27 километров к северо-западу от города Арташат, административного центра области. Абсолютная высота — 870 метров над уровнем моря.
Климат
Климат характеризуется как семиаридный (BSk в классификации климатов Кёппена).

## История
Прежнее название села — Гейгмбет.
1 декабря 1949 года село Гейгмбет Масисского района Армянской ССР было переименовано в Геханист.

## Население
| Год переписи | Население          | Население          | Население          | Население            | Население            | Население            |
| Год переписи | Наличное население | Наличное население | Наличное население | Постоянное население | Постоянное население | Постоянное население |
| Год переписи | Всего              | Мужчины            | Женщины            | Всего                | Мужчины              | Женщины              |
| ------------ | ------------------ | ------------------ | ------------------ | -------------------- | -------------------- | -------------------- |
| 2001         | 2427               | 1189               | 1238               | 2471                 | 1216                 | 1255                 |
| 2011         | 2722               | 1360               | 1362               | 2739                 | 1372                 | 1367                 |

## Известные уроженцы
Уроженцем села является Мустафа́ Агабе́к оглы Топчиба́шев — азербайджанский советский учёный-хирург; Вице-президент АН Азербайджанской ССР.